# Paradoxornis de Zappey
El paradoxornis de Zappey (Sinosuthora zappeyi) és una espècie d'ocell passeriforme de la família dels paradoxornítids (Paradoxornithidae), tot i que sovint encara se'l troba classificat amb els sílvids (Sylviidae). Habita els boscos del sud-oest de la Xina. El seu estat de conservació es considera vulnerable.
El nom específic de Zappey fa referència a Walter Reeves Zappey (1878-1914), col·leccionista nord-americà de la Universitat Harvard i preparador al Museu de zoologia comparada.